# ريك شوارتز
ريك شوارتز (بالإنجليزية: Rick Schwartz)‏ هو منتج أفلام ومنتج تلفزيوني أمريكي، ولد في 1971 في نيويورك في الولايات المتحدة.

## وصلات خارجية
- ريك شوارتز على موقع IMDb (الإنجليزية)
- ريك شوارتز على موقع قاعدة بيانات الفيلم (الإنجليزية)